# لوسيان ميتشارد
لوسيان ميتشارد (بالفرنسية: Lucien Michard)‏ كان دراج فرنسي. سبق أن شارك في دورة الألعاب الأولمبية الصيفية وفاز بميدالية أولمبية.

## الميداليات
| الميدالية | المسابقة                       |
| --------- | ------------------------------ |
| ذهبية     | الألعاب الأولمبية الصيفية 1924 |

## روابط خارجية
- لوسيان ميتشارد على موقع أرشيف الدراجات (الإنجليزية)
- لوسيان ميتشارد على موقع CycleBase (الإنجليزية)
- لوسيان ميتشارد على موقع أوليمبيديا (الإنجليزية)